# Kali Reis

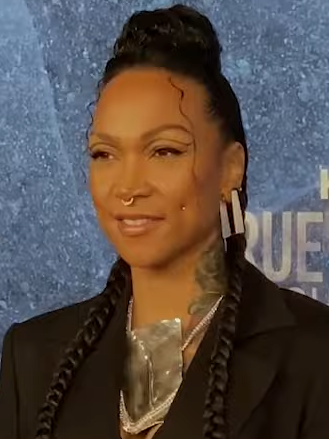
Kali Reis, 2024

Kali Reis (* 24. August 1986 in Providence, Rhode Island) ist eine US-amerikanische Profiboxerin und Schauspielerin. Sie ist Weltmeisterin in zwei Gewichtsklassen und hält seit 2020 den WBA-Titel im Halbweltergewicht, die WBO- und IBO-Titel im Halbweltergewicht seit 2021; und den WBC-Titel im weiblichen Mittelgewicht im Jahr 2016. Sie forderte auch Cecilia Brækhus für den unbestrittenen Titel im weiblichen Weltergewicht im Jahr 2018 heraus. Im Jahr 2022 wurde Reis bei den 37. Independent Spirit Awards für ihr Schauspieldebüt in Catch the Fair One – Von der Beute zum Raubtier für die beste weibliche Hauptrolle nominiert, basierend auf einer Geschichte, an der sie mitgeschrieben hat und in der ihre Figur versucht, ihre vermisste Schwester zu retten. Reis identifiziert sich als Two-Spirit.

## Leben und Karriere
Kali Reis ist das jüngste von fünf Kindern. Sie und ihre Geschwister wurden von ihrer Mutter in East Providence, Rhode Island, aufgezogen. Reis ist halb amerikanische Ureinwohnerin und halb Kapverdianerin und stammt von den Stämmen Cherokee, Nipmuc und Seaconke Wampanoag ab. Reis war ein sportliches Kind und spielte seit dem Juniorjahr der High School Basketball- und Softball. Sie begann im Alter von 14 Jahren in Manfredos Fitnessstudio in Pawtucket, Rhode Island, mit dem Boxen und wurde von einem Freund ihrer Mutter trainiert. Später besuchte Reis eine Schule für Kriminologie und lernte bei MTTI auch das Reparieren von Motorrädern. Reis setzte ihre Umschulung bei Peter Manfredo's Sr. fort, um ihre Boxkarriere voranzutreiben. Bevor sie Profi wurde, hatte Reis eine erfolgreiche Amateurkarriere und sicherte sich 2007 die Rocky Marciano Championship, 2007 die NYC Golden Gloves und 2006 die New England 154 Championship. 2012 war Reis in einen schweren Motorradunfall verwickelt, der sie für den Rest der Boxsaison pausieren ließ. 2013 kehrte sie jedoch zurück und kämpfte im November desselben Jahres um den WIBA-Titel. Reis erlangte nach dem Match weitere Aufmerksamkeit im Sport. Am 12. November 2014 gewann Reis die IBA-Krone gegen Teresa Perozzi auf Bermuda. Reis trainiert auch Jugendboxen und arbeitet als Trainerin. Im April 2016 gewann Reis ihren ersten großen Weltmeistertitel in Neuseeland gegen Maricela Cornejo um den vakanten WBC-Weltmeistertitel im Mittelgewicht. HBO übertrug am 5. Mai 2018 seinen ersten Frauenkampf zwischen Cecilia Brækhus und Reis, den Brækhus gewann.
2021 besetzte sie Regisseur Josef Kubota Wladyka in seinem Thriller Catch the Fair One – Von der Beute zum Raubtier in einer der Hauptrollen neben Tiffany Chu und Michael Drayer. Der Film feierte seine Premiere beim Tribeca Film Festival am 13. Juni 2021.

## Liste der Profikämpfe
| Nummer | Ergebnis      | Profi-Rekord | Gegner                    | Methode                        | Runde, Zeit | Datum         | Ort                                                      | Anmerkungen                                                                                              |
| ------ | ------------- | ------------ | ------------------------- | ------------------------------ | ----------- | ------------- | -------------------------------------------------------- | --- |
| 1      | Sieg          | 1–0          | Betsy Rowell              | TKO                            | 2 (4), 1:16 | 6. Sep. 2008  | The Roxy, Boston                                         | |
| 2      | Sieg          | 2–0          | Aleksandra Magdziak Lopes | Punktsieg (einstimmig)         | 4           | 6. März 2009  | Memorial Hall, Plymouth, Massachusetts                   | |
| 3      | Niederlage    | 2–1          | Aleksandra Magdziak Lopes | Punktsieg (Mehrheitsentscheid) | 6           | 9. Juli 2010  | Twin River Event Center, Lincoln, Rhode Island           | |
| 4      | Unentschieden | 2–1–1        | Sarah Kuhn                | Unentschieden nach Punkten     | 6           | 28. Okt. 2011 | Empire State Plaza Convention Center, Albany, New York   | |
| 5      | Sieg          | 3–1–1        | Kate Aversa               | TKO                            | 2 (4)       | 9. Dez. 2011  | Civic Center, West Warwick, Rhode Island                 | |
| 6      | Sieg          | 4–1–1        | Marva Dash                | Punktsieg (einstimmig)         | 4           | 9. März 2012  | Convention Center, Providence, Rhode Island              | |
| 7      | Sieg          | 5–1–1        | Lyneisha Jefferson        | Punktsieg                      | 4           | 29. Juni 2012 | Convention Center, Providence, Rhode Island              | |
| 8      | Niederlage    | 5–2–1        | Tori Nelson               | Punktsieg (einstimmig)         | 10          | 7. Nov. 2013  | Martin’s Valley Mansion, Cockeysville, Maryland          | Kampf um den WIBA-Weltergewichtstitel                                                                    |
| 9      | Sieg          | 6–2–1        | Marva Dash                | Disqualifikation               | 4 (6) 1:41  | 3. März 2014  | Irish Cultural Center, Canton, Massachusetts             | Dash wurde wegen exzessiven Haltens disqualifiziert                                                      |
| 10     | Niederlage    | 6–3–1        | Mikaela Laurén            | Punktsieg (einstimmig)         | 8           | 18. Juli 2014 | Pabellon Municipal, Sedaví                               | |
| 11     | Sieg          | 7–3–1        | Teresa Perozzi            | TKO                            | 3 (10) 0:51 | 21. Nov. 2014 | Fairmont Southampton Resort, Southampton Parish, Bermuda | Kampf um den vakanten IBA-Mittelgewichtstitel                                                            |
| 12     | Niederlage    | 7–4–1        | Christina Hammer          | Punktsieg (einstimmig)         | 10          | 2. Mai 2015   | Sparkassen-Arena, Jena                                   | Kampf um den WBO-Mittelgewichtstitel                                                                     |
| 13     | Niederlage    | 7–5–1        | Hanna Gabriels            | Punktsieg (einstimmig)         | 10          | 17. Okt. 2015 | Estadio Edgardo Baltodano Briceño, Liberia, Costa Rica   | Kampf um den WBO-Mittelgewichtstitel                                                                     |
| 14     | Sieg          | 8–5–1        | Victoria Cisneros         | TKO                            | 1 (10) 1:31 | 19. Feb. 2016 | Twin River Event Center, Lincoln, Rhode Island           | Kampf um den vakanten UBF-Mittelgewichtstitel                                                            |
| 15     | Sieg          | 9–5–1        | Maricela Cornejo          | Punktsieg (geteilt)            | 10          | 16. Apr. 2016 | The Trusts Arena, Auckland, Neuseeland                   | Kampf um den vakanten WBC-Mittelgewichtstitel                                                            |
| 16     | Sieg          | 10–5–1       | Althea Saunders           | Punktsieg (einstimmig)         | 8           | 15. Juli 2016 | Twin River Event Center, Lincoln, Rhode Island           | |
| 17     | Niederlage    | 10–6–1       | Christina Hammer          | Punktsieg (einstimmig)         | 10          | 5. Nov. 2016  | Ballhausforum, München, Deutschland                      | Kampf um den WBC-Mittelgewichtstitel, Kampf um den WBO-Mittelgewichtstitel                               |
| 18     | Sieg          | 11–6–1       | Ashleigh Curry            | Punktsieg (Mehrheitsentscheid) | 6           | 11. Mai 2017  | Mohegan Sun Arena at Uncasville, Montville, Connecticut  | |
| 19     | Sieg          | 12–6–1       | Sydney LeBlanc            | Punktsieg (einstimmig)         | 6           | 19. Okt. 2017 | Mohegan Sun Arena, Montville, Connecticut                | |
| 20     | Sieg          | 13–6–1       | Tiffany Woodard           | Punktsieg (einstimmig)         | 6           | 25. Nov. 2017 | Mayflower Hotel, Washington, D.C.                        | |
| 21     | Niederlage    | 13–7–1       | Cecilia Brækhus           | Punktsieg (einstimmig)         | 10          | 5. Mai 2018   | StubHub Center, Carson, Kalifornien                      | Kampf um den WBA-, WBC-, IBF-, WBO- und IBO-Weltergewichtstitel                                          |
| 22     | Sieg          | 14–7–1       | Paty Ramirez              | Punktsieg (einstimmig)         | 8           | 30. Juni 2018 | Mohegan Sun Arena, Montville, Connecticut                | |
| 23     | Sieg          | 15–7–1       | Szilvia Szabados          | TKO                            | 6 (6) 1:30  | 18. Okt. 2018 | Mayflower Hotel, Washington, D.C.                        | |
| 24     | Sieg          | 16–7–1       | Patricia Juarez           | Punktsieg (einstimmig)         | 6           | 29. Aug. 2019 | Foxwoods Resort Casino, Ledyard, Connecticut             | |
| 25     | Sieg          | 17–7–1       | Kandi Wyatt               | Punktsieg (einstimmig)         | 10          | 6. Nov. 2020  | Marriott Clearwater, St. Petersburg, Florida             | Kampf um den vakanten WBA-Leichtweltergewichtstitel                                                      |
| 26     | Sieg          | 18–7–1       | Diana Prazak              | Punktsieg (einstimmig)         | 10          | 20. Aug. 2021 | Sycuan Casino, El Cajon, Kalifornien                     | Kampf um den WBA-Leichtweltergewichtstitel, Kampf um den vakanten IBO-Leichtweltergewichtstitel          |
| 27     | Sieg          | 19–7–1       | Jessica Camara            | Punktsieg (einstimmig)         | 10          | 19. Nov. 2021 | SNHU Arena, Manchester, New Hampshire                    | Kampf um den WBA- und IBO-Leichtweltergewichtstitel, Kampf um den vakanten WBO-Leichtweltergewichtstitel |

## Filmografie (Auswahl)

### Als Schauspielerin
- 2021: Catch the Fair One – Von der Beute zum Raubtier (Catch the Fair One)
- 2023: Asphalt City
- 2024: True Detective (Fernsehserie, 6 Episoden)
- 2025: Rebuilding

### Als Drehbuchautorin
- 2021: Catch the Fair One – Von der Beute zum Raubtier (Catch the Fair One)